# Hut 8

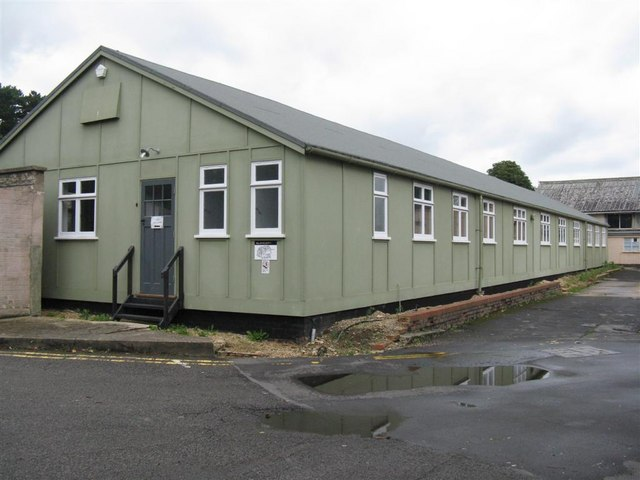
In Hut 8 wurde ab 1939 an der Entzifferung der deutschen Marine-Enigma gearbeitet (2008)

Hut 8 (auch: Hut Eight, deutsch „Baracke 8“) war während des Zweiten Weltkriegs eine Abteilung des britischen Geheimdienstes mit Sitz in Bletchley Park. Hauptaufgabe war die Entzifferung von Funksprüchen, die von der deutschen Kriegsmarine mithilfe des Schlüssels M, also der Rotor-Chiffriermaschine Enigma-M3 und später der Enigma-M4, verschlüsselt wurden.

## Vorgeschichte
Bletchley Park (B.P.) ist ein alter Landsitz nahe der südenglischen Stadt Bletchley. Er liegt etwa 70 km nordwestlich von London in der Grafschaft Buckinghamshire. Im Mai 1938, gut ein Jahr vor dem deutschen Überfall auf Polen, der den Zweiten Weltkrieg auslöste, wurde das Anwesen mitsamt dem dazugehörigen Grundstück von etwa 23 ha Land durch den Chef des Secret Intelligence Service (SIS), Admiral Sir Hugh Sinclair (1873–1939), käuflich erworben.

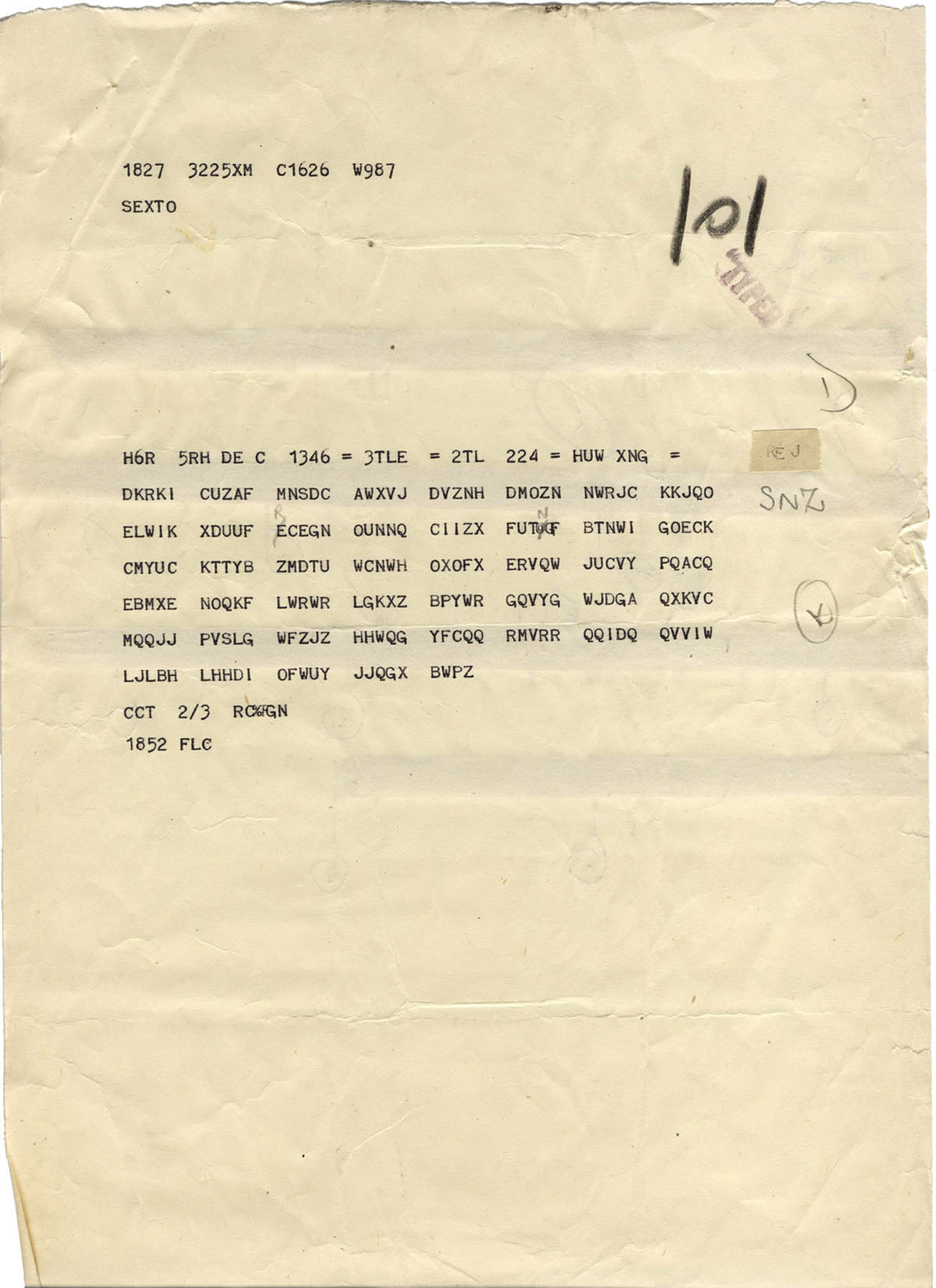
Abgefangener Enigma-Funkspruch, wie er typischerweise in B.P. zu entziffern war

Kurz darauf begann die neue Nutzung von B.P., indem hier zunächst nur wenige Dutzend Personen der Government Code and Cypher School (G.C. & C.S., deutsch etwa „Staatliche Code- und Chiffrenschule“), einer Vorläuferin der heutigen Government Communications Headquarters (GCHQ), untergebracht wurden. Im Jahr 1940 gehörten dazu Persönlichkeiten wie Oliver Strachey (1874–1960), Alastair Denniston (1881–1961), Dillwyn Knox (1884–1943), Edward Travis (1888–1956), John Tiltman (1894–1982), Max Newman (1897–1984), Josh Cooper (1901–1981), Hugh Foss (1902–1971), Gordon Welchman (1906–1985), Stuart Milner-Barry (1906–1995), Hugh Alexander (1909–1974), Alan Turing (1912–1954), Peter Calvocoressi (1912–2010), John Jeffreys (1916–1944), Joan Clarke (1917–1996), William Tutte (1917–2002) und John Herivel (1918–2011).
Nachdem britische Codebreaker vor dem Krieg vergeblich versucht hatten, die deutsche Enigma-Maschine zu brechen, erhielten sie auf dem im Juli 1939, also nur gut einen Monat vor Ausbruch des Zweiten Weltkriegs, nahe Warschau stattfindenden damals hochgeheimen Treffen von Pyry, entscheidende Hinweise von polnischen Kryptoanalytikern um Marian Rejewski (1905–1980). Beflügelt durch diesen Anschub, insbesondere durch die nun erlangte Kenntnis der Verdrahtungen der Enigma-Walzen, glückte es bald darauf auch den Briten, deutsche Enigma-Funksprüche zu entziffern. Das wichtigste Hilfsmittel dazu war zweifellos eine elektromechanische „Knackmaschine“, die, ebenfalls noch im Jahr 1939, der englische Mathematiker und Kryptoanalytiker Alan Turing ersann und die nach ihm als Turing-Bombe (kurz: Bombe) bezeichnet wurde. Diese wurde kurz darauf durch seinen Landsmann und Kollegen Welchman durch Erfindung des diagonal board (deutsch: „Diagonalbrett“) noch entscheidend verbessert.
Verteilt über das Vereinigte Königreich und teilweise weltweit betrieben die Briten ein dichtes Netz von Funkabhörstellen, den sogenannten Y Stations. Damit wurden sowohl die deutschen Funksprüche von Heer und Luftwaffe als auch die Funktelegramme (FTs) der Kriegsmarine abgehört und aufgezeichnet. Diese wurden nach B.P. zu den Codebreakers geschickt, deren Aufgabe darin bestand, die deutschen Geheimtexte zu entziffern.

## Aufgaben

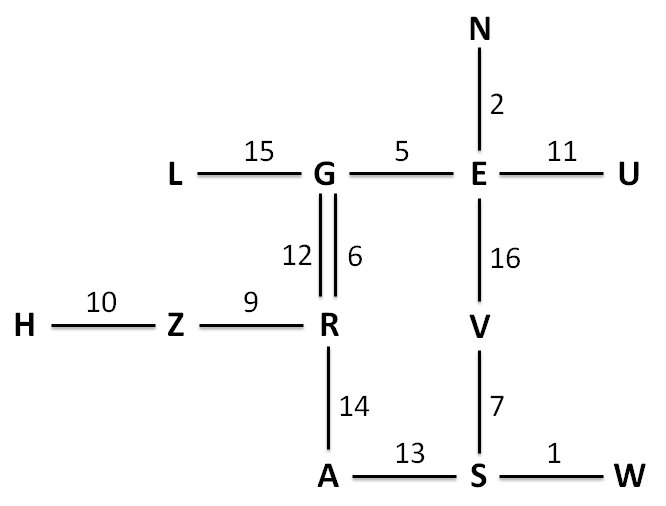
Ein typisches Menü, mit dem die Bombes „gefüttert“ wurden

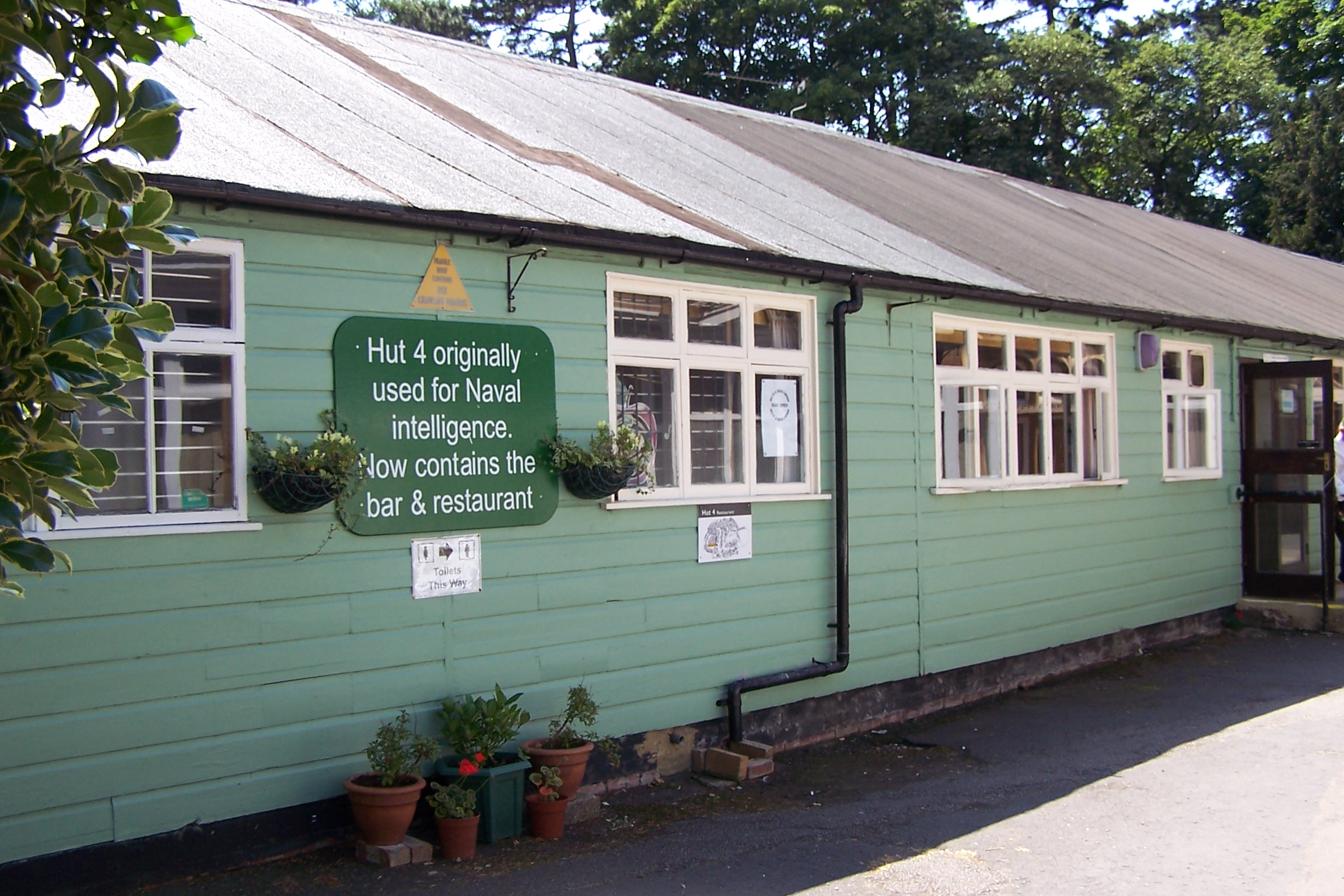
In Hut 4 wurden die durch Hut 8 entzifferten Nachrichten ausgewertet (2005)

Dazu mussten jeden Tag aufs Neue für jedes der zahlreichen deutschen Schlüsselnetze die jeweils gültigen Tagesschlüssel ermittelt werden. Erst danach ließen sich die Klartexte der Funktelegramme lesen. Zur Ermittlung der Schlüssel wurde die Bombe eingesetzt, die dazu mit geeigneten „Menüs gefüttert“ (programmiert) werden musste, die mithilfe von Cribs, also geeigneten Textpassagen (Klartext-Geheimtext-Kompromittierung) bestimmt wurden, von denen die Codebreaker vermuteten, dass diese in verschlüsselter Form im Funkspruch vorhanden waren. Dies waren Aufgaben, die Mitarbeiterinnen und Mitarbeiter von Hut 8 zu erledigen hatten.
Im Gegensatz zu den von Luftwaffe und Heer mithilfe der Enigma I verschlüsselten Nachrichten, die beginnend mit Januar 1940 bis zur bedingungslosen Kapitulation der Wehrmacht im Mai 1945 nahezu kontinuierlich gebrochen werden konnten, erwiesen sich die FTs der Kriegsmarine jedoch als erheblich widerspenstiger.
Dies lag zum Teil an der Verwendung eines größeren Walzensortiments der Marine-Enigma (acht statt nur fünf zur Auswahl) im Vergleich zur Enigma I, wodurch die Anzahl der möglichen Walzenlagen bei der Marine 336 (= 8·7·6) betrug, im Gegensatz zu nur 60 (= 5·4·3) bei Heer und Luftwaffe. Wesentlich war jedoch die Verwendung eines besonders ausgeklügelten Verfahrens zur Spruchschlüsselvereinbarung, das die Kriegsmarine nutzte, und das den Codebreakers die Arbeit sehr erschwerte. Erst die Kaperung des deutschen U-Boots U 110 mitsamt einer intakten M3-Maschine und sämtlicher Geheimdokumente (Codebücher) inklusive der wichtigen Doppelbuchstabentauschtafeln durch den britischen Zerstörer Bulldog am 9. Mai 1941 verschaffte den Briten die nötigen Erkenntnisse, um endlich den Schlüssel M knacken zu können. Während des gesamten Krieges wurden in Hut 8 etwa 1.120.000 (mehr als eine Million) Marine-Funksprüche entziffert.
Geleitet wurde Hut 8 ursprünglich durch Alan Turing persönlich. Sein Kollege, Hugh Alexander, kam im Oktober 1941 hinzu und wurde sein Deputy (Stellvertreter). Nachdem sich Turing ab Ende 1942 anderen Aufgaben zuwendete, übernahm Alexander dann die Leitung der Hut, bis schließlich im September 1944 diese Aufgabe an Patrick Mahon überging.
Räumlich und organisatorisch eng angegliedert an Hut 8 war die Hut 4. Dort wurden die durch Hut 8 entzifferten FTs ins Englische übersetzt und militärisch-taktisch ausgewertet („interpretiert“). Als Pendant zu den Huts 4 und 8 gab es, ebenfalls räumlich eng benachbart, die Huts 3 und 6. Dabei war Hut 6 für die Entzifferung der mithilfe der Enigma I verschlüsselten Funksprüche von Heer und Luftwaffe verantwortlich. Und Hut 3 schließlich erledigte die Übersetzung und Auswertung dieser entzifferten Funksprüche.
Im Januar 1943 wurde auf dem Gelände von B.P. ein neues, mit fast 40.000 m² deutlich größeres, steinernes Gebäude fertiggestellt, genannt Block D. Einen Monat später zogen die Mitarbeiter der Huts 3, 6 und 8 dahin um, behielten jedoch ihre alten Abteilungsbezeichnungen.